# Okręg wyborczy Bennelong
Okręg wyborczy Bennelong (ang. Division of Bennelong) – jednomandatowy okręg wyborczy do Izby Reprezentantów Australii, położony w północnej części Sydney. Został utworzony w 1949 roku, jego patronem jest Bennelong, jeden z pierwszych Aborygenów australijskich służących władzom brytyjskim. Historycznie w okręgu zdecydowanie dominowała Liberalna Partia Australii, która jedynie raz przegrała w nim wybory. W latach 1974–2007 tutejszym posłem był John Howard, przez ostatnie jedenaście lat swego urzędowania pełniący także urząd premiera Australii. 

## Lista posłów
| lata urzędowania | poseł          | przynależność              |
| ---------------- | -------------- | -------------------------- |
| 1949-1974        | John Cramer    | Liberalna Partia Australii |
| 1974-2007        | John Howard    | Liberalna Partia Australii |
| 2007-2010        | Maxine McKew   | Australijska Partia Pracy  |
| od 2010          | John Alexander | Liberalna Partia Australii |

źródło: 